# Paul Popowich
Paul Popowich (Hamilton (Ontario) Canada, 2 maart 1973) is een Canadese acteur.

## Biografie
Popowich heeft drama en klassiek piano gestudeerd. Hierna ging hij naar Royal Conservatory of Music in Canada. Op 15-jarige leeftijd had hij zijn eerste rol in de film Tommy Tricker and the Stamp Traveller (1988). Hierna heeft hij nog meerdere rollen gespeeld in films en televisieseries zoals The Hardy Boys (1995), Beverly Hills, 90210 (1998), Angela’s Eyes (2006) en The Bridge (2010).
Popowich heeft ook in talloze bands gespeeld als zanger en songwriter.

## Filmografie

### Films
Uitgezonderd korte films.
- 2024 Trading Up Christmas - als Mike Kuzora
- 2019 Terrified at 17 - als Jeffery Price
- 2018 Darker Than Night - als dr. David Carter
- 2017 Mommy's Little Boy - als Michael Davis
- 2016 Rupture - als Cliff
- 2015 Let's Rap - als Dean Bradley
- 2014 One Starry Christmas - als Adam
- 2014 The Good Witch's Wonder - als Grant
- 2014 My Daughter Must Live - als Hugh O'Malley
- 2010 When Love Is Not Enough: The Lois Wilson Story – als Rogers Burnham
- 2008 Long Island Confidential – als Billy
- 2007 I Me Wed – als Colin
- 2007 The Roommate – als Pete
- 2006 Fatal Trust – als Tom
- 2004 Phil the Alien – als Rob
- 2003 Vampires Anonymous – als Vic Weller
- 2003 Vlad – als Jeff Meyer
- 2000 Silver Man – als Silver Man
- 1999 Children of the Corn 666: Isaac's Return – als Gabriel
- 1999 Pirates of Silicon Valley – als Jones
- 1997 Any Mother’s Son – als Allen
- 1994 The Club – als Greg
- 1988 Tommy Tricker and the Stamp Traveller – als Cass

### Televisieseries
Uitgezonderd eenmalige gastrollen.
- 2023 Murdoch Mysteries - als kapitein Roberts - 2 afl.
- 2023 The Spencer Sisters - als Billy West - 4 afl.
- 2021 Mayor of Kingstown - als agent Hastings - 2 afl.
- 2017 Acceptable Risk - als Lee Manning - 6 afl.
- 2016 Rogue - als Neil Stopler - 2 afl.
- 2015 Haven - als Tony - 2 afl.
- 2013 Hemlock Grove - als JR Godfrey - 4 afl.
- 2013 Cracked - als dr. Sean McCray - 8 afl.
- 2012 Flashpoint - als rechercheur Jake - 2 afl.
- 2012 Degrassi: The Next Generation - als Asher Shostak - 6 afl.
- 2010 The Bridge – als Tommy Dunn – 12 afl.
- 2006 Angela’s Eyes – als Jerry Anderson – 7 afl.
- 2005 Beautiful People – als Kevin Strong – 2 afl.
- 2001 The Outer Limits – als Tom Palmer – 2 afl.
- 2000 – 2001 Twice in a Lifetime – als mr. Smith  – 22 afl.
- 1999 Promised Land – als Keith – 3 afl.
- 1998 Beverly Hills, 90210 – als Jasper McQuade – 6 afl.
- 1995 The Hardy Boys – als Joe Hardy – 13 afl.

- International Standard Name Identifier: 0000 0003 9865 3896
- Library of Congress Control Number: nr2001038054
- Nationale Bibliotheek van Polen: a0000001840094
- Virtual International Authority File: 265283713
- WorldCat: E39PBJc7RWT3Tv3rxmJx4dVBfq